# Szent-Ivány József (entomológus)
Szent-Ivány József (Budapest, 1910. november 10. – Adelaide, 1988. június) entomológus, az MTA t. tagja (1988).

## Élete
Szülei Szentiványi József (1884-1941) politikus és Wlassics Margit (1886-1961), nagyszülei Wlassics Gyula (1852-1937) jogász, miniszter és Csengery Etelka (1862-?), dédszülei Csengery Antal (1822-1880) és König Róza (1825-1904) voltak.
Egyetemi tanulmányait 1928-1930-ban a bécsi Konsular Akademien, 1930-1931-ben pedig a budapesti József Nádor Műegyetem Műszaki és Gazdaságtudományi Karának mezőgazdasági szakán, 1933-1936-ban a Pázmány Péter Tudományegyetem Bölcsészettudományi Karán végezte. 1936-ban tette le szakvizsgáját, valamint doktori szigorlatát természetrajzból és földrajzból. 1936–1945 között a Magyar Nemzeti Múzeum lepkegyűjteményének kurátora. Egyetemi magántanári oklevelét 1943-ban kapta meg.
1938-1942 között több nyugat-európai tanulmányutat tett egyetemi intézetekbe és múzeumokba. 1943-1944-ben a Horthy Miklós Tudományegyetem állatrendszertani tanszékének tanára. A második világháború alatt katonai szolgálatot teljesített. Nyugat-Európában hadifogságba esett, s nem tért haza. Ennek fő oka nemesi származása, illetve édesapja és apósa Lakatos Géza (1890–1967) vezérezredes, miniszterelnök politikai tevékenysége. 1950 nyarán kivándorolt Ausztráliába, ahol mint entomológus nagy tisztelet övezte nemzetközi szinten is. 1956-ban követte családja, majd később apósa is. Három tanulmányutat tett Pápua Új-Guineában. A Pápua-Új-Guineai Földművelésügyi, Állattenyésztési- és Halászati Minisztérium főentomológusaként vonult nyugdíjba 1966-ban.
Kutatási területe a rovarok (főleg a lepkék) elterjedésének, rendszertanának vizsgálata, valamint mezőgazdasági rovartan (elsősorban a trópusi növények és kerti vetemények vonatkozásában), erdészeti és orvosi rovartan, állatföldrajz, ökológia, etológia. Entomológiai tevékenysége mellett foglalkozott természetvédelemmel, múzeológiával, tudománytörténettel is.

## Elismerései
- Order of Australia
- a Magyar Tudományos Akadémia tagja